# 科納峰

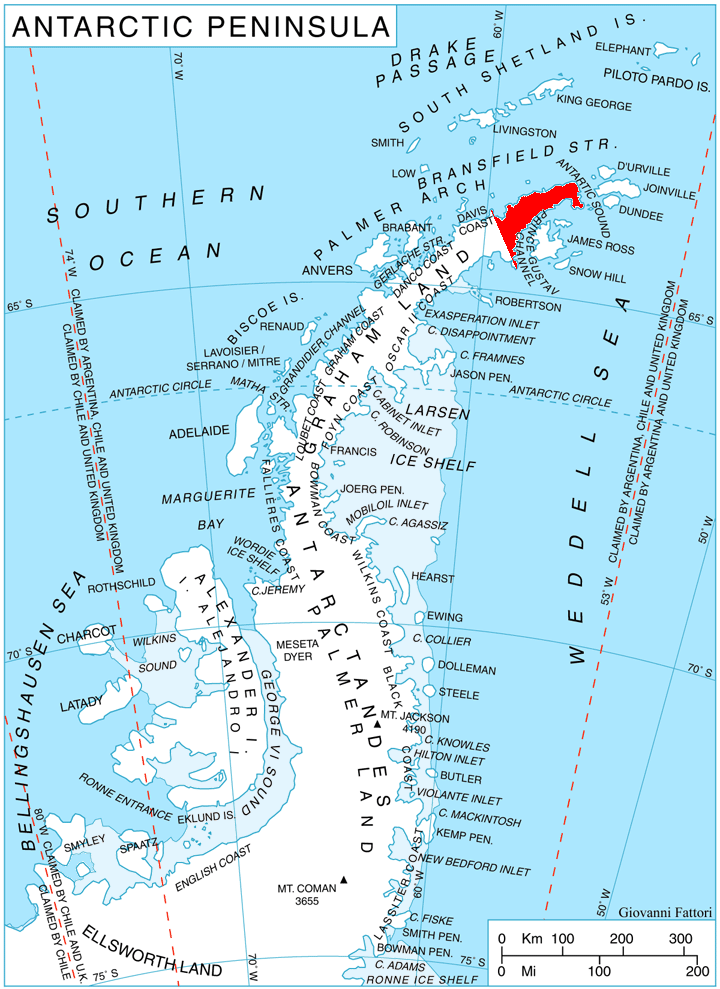

科納峰（英語：Corner Peak）是南極洲的山峰，位於葛拉漢地的特里尼蒂半島，屬於斯雷德諾戈里斯基高地的一部分，處於羅克莫雷爾角東南面15公里，海拔高度930米，由南極條約體系管理。

## 外部連結
- Trinity Peninsula. Scale 1:250000 topographic map No. 5697. Institut für Angewandte Geodäsie and British Antarctic Survey, 1996.

63°35′S 58°39′W / 63.583°S 58.650°W